# لغات بيرمية
اللغات البيرمية هي فرع من عائلة اللغات الأورالية. يتم التحدث بها في عدة مناطق إلى الغرب من جبال الأورال داخل الاتحاد الروسي. يبلغ العدد الإجمالي للمتحدثين حوالي 950.000، منهم حوالي 550.000 يتحدثون اللغة الأكثر انتشارًا، اللغة الأدمورتية. مثل اللغات الأورالية الأخرى، فإن اللغات البيرمية تراصية في المقام الأول ولديها نظام غني من الحالات النحوية. على عكس لغات أخرى كثيرة، ليس لديها انسجام حرف العلة.
كانت أقدم لغة بيرمية تم حفظها في الكتابة هي البيرمية القديمة أو أولد زيريان، في القرن الرابع عشر.
يتكون قسم اللغات البيرمية الموجودة في الفرع الفنلندي الأوغري لعائلة اللغة الأورالية من:
- الأدمرت (فوتياك)
- كومي (زيريان)
- بيرمياك (كومي بيرمياك)

تم تصنيف اللغات البرمية تقليديًا على أنها لغات Finno-Permic، إلى جانب اللغات الفينية والسامي والموردفين والماري. والفنلندية-البرمية واللغات الأوغرية جعلت معا حتى الأسرة الفنلندية الأوغرية. ومع ذلك، فقد تم مؤخرًا التشكيك في هذا التصنيف، ولا تزال علاقة اللغات البيرمية باللغات الأورالية الأخرى غير مؤكدة.

## فهرس
- Bartens, Raija (2000). Permiläisten kielten rakenne ja kehitys (بالفنلندية). Helsinki: Suomalais-Ugrilainen Seura. ISBN:952-5150-55-0.
- Csúcs, Sándor (2005). Die Rekonstruktion der permischen Grundsprache. Bibliotheca Uralica (بالألمانية). Budapest: Akadémiai Kiadó. Vol. 13. ISBN:963-05-8184-1.

## روابط خارجية
- S. K. Belykh. Swadesh list for Permic languages
- Permic languages